# Bangkok Yai
Bangkok Yai (in thailandese: บางกอกใหญ่) è uno dei 50 distretti (khet) della città di Bangkok, in Thailandia.